# Songea (valiato)
Songea es un valiato de Tanzania perteneciente a la región de Ruvuma. Su centro administrativo es la capital regional homónima, que no forma parte del valiato y está subordinada directamente a la región.
En 2012, el valiato tenía una población de 173 821 habitantes.
El valiato se ubica en el oeste de la región, incluyendo la periferia noroccidental, occidental y suroccidental de la capital regional Songea. Al norte, el valiato limita con la región de Njombe y con la región de Morogoro. Al sur, el valiato es fronterizo con Mozambique, marcando la frontera el río Rovuma.

## Subdivisiones
Comprende 17 katas:
- Gumbiro
- Kilagano
- Litisha
- Magagura
- Mahanje
- Maposeni
- Matimira
- Matumbi
- Mbinga Mhalule
- Mkongotema
- Mpandangindo
- Mpitimbi
- Mtyangimbole
- Muhukuru
- Ndongosi
- Peramiho
- Wino